# Onthophagus vitalisi
Onthophagus vitalisi là một loài bọ cánh cứng trong họ Bọ hung (Scarabaeidae).